# 御器所大根
御器所大根（ごきそだいこん）は、愛知県愛知郡御器所村（現・名古屋市昭和区）を中心に栽培されていたダイコン。

## 概要
愛知郡御器所村大字御器所字石仏・北山および呼続町字幼蓮寺などにおいて栽培されていた。沢庵漬けに向いており、名産であったという。御器所大根の沢庵漬けは、御器所村在住の屋号を萬太と称する人物が始めたとされる。萬太は通称であり、正式には萬屋亀井太助といい、その通称を冠した萬太大根ともいった。当時の尾張藩主により、江戸土産として買い上げられたことをきっかけに世間に知られるようになった。慶応元年には作左衛門なる人物が事業化し、大正9年には78万974貫の生産量を誇るようになった。品種としては宮重大根の変種にあたる。
名古屋市昭和区のマスコットキャラクター「ショウちゃん」は御器所大根がモチーフとなっている。